# Man to Man (1922)
Man to Man é um filme dos Estados Unidos de 1922, do gênero faroeste, estrelado por Harry Carey. O seu estado de conservação é classificado como sendo desconhecido, que presumidamente sugere como filme perdido.

## Elenco
- Harry Carey ... Steve Packard
- Lillian Rich ... Terry Temple
- Charles Le Moyne ... Joe Blenham
- Harold Goodwin ... Slim Barbee
- Willis Robards ... Bill Royce